# San José Guelatová de Díaz
San José Guelatová de Díaz är en ort i Mexiko.   Den ligger i kommunen Santa Gertrudis och delstaten Oaxaca, i den sydöstra delen av landet, 400 km sydost om huvudstaden Mexico City. San José Guelatová de Díaz ligger 1 473 meter över havet och antalet invånare är 508.
Terrängen runt San José Guelatová de Díaz är kuperad västerut, men österut är den platt. Runt San José Guelatová de Díaz är det ganska tätbefolkat, med 96 invånare per kvadratkilometer. Närmaste större samhälle är San Pablo Huixtepec, 3,4 km norr om San José Guelatová de Díaz. Omgivningarna runt San José Guelatová de Díaz är en mosaik av jordbruksmark och naturlig växtlighet.